# Coin-lès-Cuvry
Coin-lès-Cuvry település Franciaországban, Moselle megyében. Lakosainak száma 817 fő (2022. január 1.). Coin-lès-Cuvry Augny, Cuvry, Féy, Marieulles és Pournoy-la-Chétive községekkel határos.

## Népesség
A település népességének változása:
| Lakosok száma | 242  | 522  | 571  | 702  | 685  | 694  | 726  | 796  | 804  | 817  |
|               | 1968 | 1982 | 1990 | 2006 | 2013 | 2015 | 2017 | 2019 | 2020 | 2022 |